# Huánuco-Quechua
Huánuco-Quechua oder Wanuku-Ketschua (auch AP-AM-AH oder Alto Pativilca – Alto Marañón – Alto Huallaga, Quechua: Wanuku Runashimi) ist eine Gruppe von Varietäten der Quechua-Sprachfamilie, die im peruanischen Departamento Huánuco sowie in kleineren angrenzenden Gebieten im Süden des Departamento Ancash (Provinz Bolognesi) und im Norden des Departamento Lima (Provinz Cajatambo) gesprochen werden.

## Merkmale und Klassifikation
Das Quechua von Huánuco wird zum Quechua I (Waywash) gezählt, denn es hat dessen typische Merkmale wie die Vokalverlängerung für die 1. Person, -ma für „mich“ (1. Person bei der Transition im Verb), -chaw und -pita für in und aus/von u. a. Es hat weder die lautlichen Veränderungen des Wanka-Quechua noch des Ancash-Quechua mitgemacht. Der Plural im Verb wird wie im Wanka und im Yaru-Quechua mit -paaku ausgedrückt, weshalb es von Alfredo Torero 1974 auf der Grundlage der gegenseitigen Verständlichkeit mit dem Yaru als ein „Supralect“ bzw. eine Quechua-Sprache Yaru-Huánuco eingeordnet wird.

## Standardisierung
Trotz der deutlichen Unterschiede zum Wanka und Ancash wurden 1975 weder das Huánuco-Quechua noch das Yaru oder ein gemeinsamer Standard dieser beiden in die unter Juan Velasco Alvarado offiziell anerkannten Quechua-Varietäten (Grammatiken und Wörterbücher 1976) aufgenommen. Im Zuge der Implementierung des von María Sumire entworfenen und 2011 verabschiedeten Sprachen-Gesetzes (Ley 29735) ist nunmehr auch das Huánuco-Quechua (Wanuku qichwa) eine anerkannte Varietät. In den Jahren 2014 und 2015 wurde für die im Departamento Huánuco gesprochenen Quechua-Varietäten mit zwei Regionalverordnungen (Ordenanza Regional Nº 100-2014-CR-GRH, Ordenanza Regional Nº 020-2015-CR-GRH) ein offizieller Standard geschaffen. Neben den auch in anderen Quechua-Varietäten in Peru verwendeten drei vokalischen Graphemen a, i, u und den konsonantischen Graphemen ch, j, k, l, ll, m, n, ñ, p, q, r, s, sh, t, w, y werden nach der Verordnung von 2015 für lange Vokale die Zeichen ä, ï, ü und für retroflexes ch der Digraph ćh verwendet.

## Soziolinguistische Situation
Das Huánuco-Quechua ist in Teilen seines Sprachgebietes bedroht, weil es nur noch wenig an die Kinder weitergegeben wird, und in anderen – dort, wo es die Kinder als erste Sprache lernen – noch vital. Schulunterricht in Huánuco-Quechua gab es bis Anfang der 2010er Jahre nicht, doch sind auf Grund des Sprachen-Gesetzes (Ley 29735) nach 2011 im Departamento Huánuco 641 Schulen (Stand 2013) für interkulturelle zweisprachige Erziehung (IZE, span. EIB) mit Huánuco-Quechua als Erstsprache der Schüler vorgesehen. Dies sind fast alles Primarschulen; lediglich in der Provinz Marañón (Distrikte Huacrachuco und San Buenaventura) gibt es auch fünf Sekundarschulen mit Huánuco-Quechua. Nach Angaben des Bildungsministeriums wird im gesamten Departamento Huánuco als Standard das Huánuco-Quechua (Wanuku qichwa) verwendet, auch in der Provinz Ambo, wo die Varietät Ambo-Pasco (Yaru-Quechua) gesprochen wird. In der Provinz Cajatambo (Departamento Lima) sind 6 Primarschulen für IZE mit Quechua als Erstsprache vorgesehen.
Im offiziellen Standard des Wanuku qichwa ist unter anderem auch eine Übersetzung des Sprachen-Gesetzes erschienen. Mit diesem offiziellen Standard konkurrieren auf dem Spanischen basierende Rechtschreibungen, wie sie in den Bibelübersetzungen (eine komplette und zwei Neue Testamente) der Wycliff-Übersetzer verwendet werden. 1923 erschien in Peru erstmals eine Übersetzung der vier Evangelien in eine Waywash-Mundart, nämlich ins Huánuco-Quechua. Eine komplette Bibelübersetzung gibt es seit 2010 auf Huallaga-Quechua. Übersetzungen des Neuen Testaments sind darüber hinaus in den 2000er Jahren auf Margos-Yarowilca-Lauricocha-Quechua und Panao-Quechua erschienen, jeweils mit einer eigenen, auf dem Spanischen basierenden Rechtschreibung.